# Relations entre l'Irak et la Turquie
Les relations entre l'Irak et la Turquie sont relativement tendues. Les deux pays partagent une frontière commune longue de 352 kilomètres. La Turquie a une ambassade à Bagdad et un consulat-général à Mossoul tandis que l'Irak a des ambassades à Istanbul et à Ankara.

## Histoire des relations iraqo-turques
Les deux États ont fait partie du pacte de Bagdad (1955-1978) et étaient de proches alliés. La coopération bilatérale continue malgré la chute de la monarchie irakienne qui voit l'arrivée du Parti Baas en Irak. En 1973, la construction d'un oléoduc entre Kirkouk et Yumurtalık débute, couvrant les deux tiers des besoins pétroliers de la Turquie. 
L'invasion du Koweït par Saddam Hussein compromet radicalement les relations bilatérales. Le gouvernement turc aurait sérieusement envisagé d’annexer la région de Mossoul et de Kirkouk. Le président Süleyman Demirel (au pouvoir de 1993 à 2000) affirma lui aussi son désir de voir « la frontière suivre le pied des montagnes », ce qui, de fait, incluait Mossoul dans la Turquie.
En 2004, profitant de l’invasion de l’Irak par l’armée américaine, Ankara réclamera le vilayet de Mossoul. Elle ne l’obtiendra pas, mais, trois ans après, elle réussissait à acquérir le droit de mener des opérations militaires dans le nord du pays contre les organisations armées kurdes.
En 2012, le premier ministre irakien Nouri al-Maliki a exprimé son souhait de rétablir des relations amicales avec le voisin turc.
La Turquie intensifie ses opération militaires au Kurdistan irakien à partir de l'été 2020 afin d'y neutraliser les bases arrières du Parti des travailleurs du Kurdistan (PKK). Les combats font des centaines de morts, y compris parmi la population civile irakienne. L’armée turque n'hésite pas à frapper directement l’armée irakienne, tuant deux hauts gradés août 2020, et des gardes-frontières à plusieurs reprises.